# Pandurina

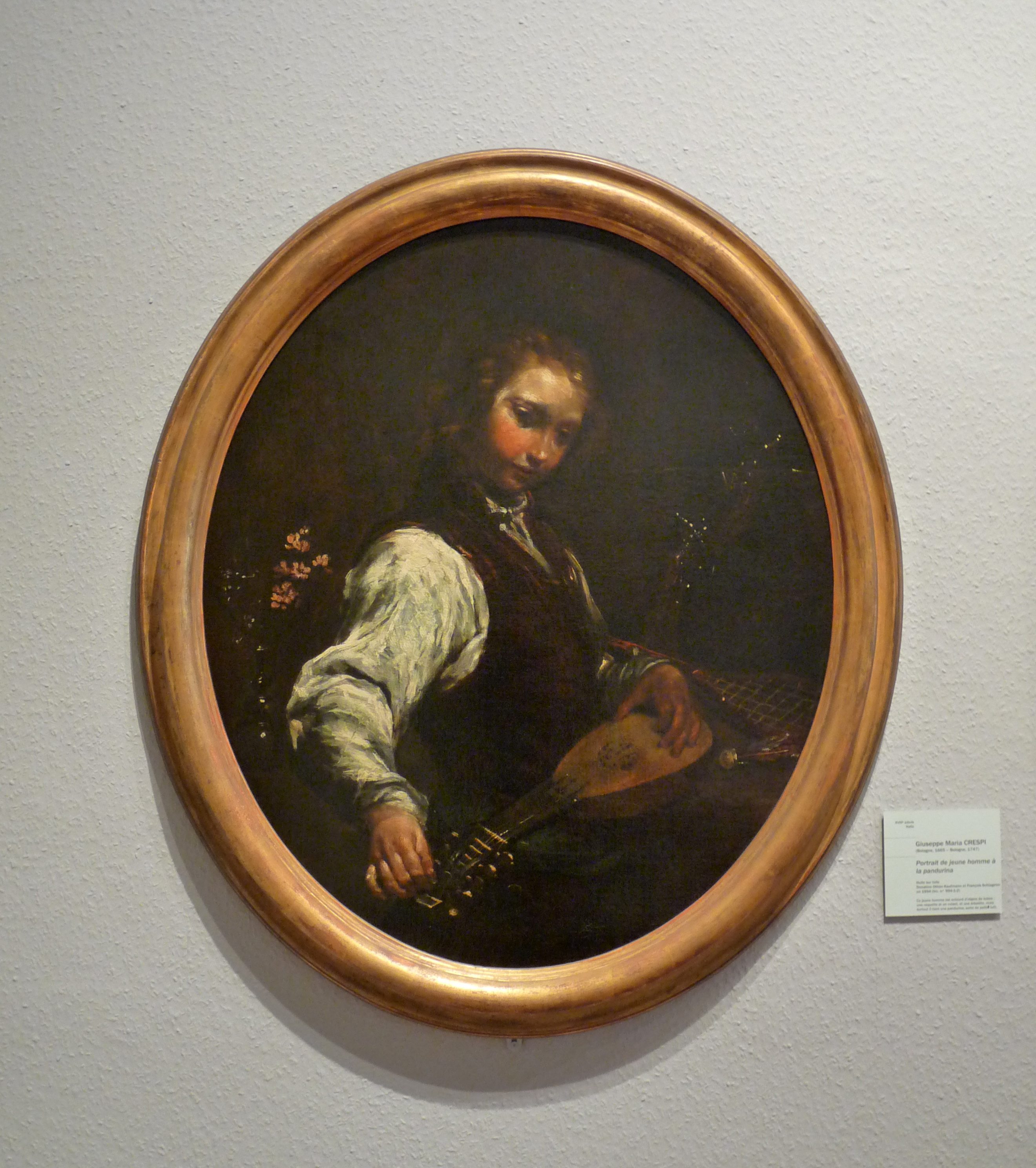
Portrait de jeune homme à la pandurina (Giuseppe Maria Crespi)

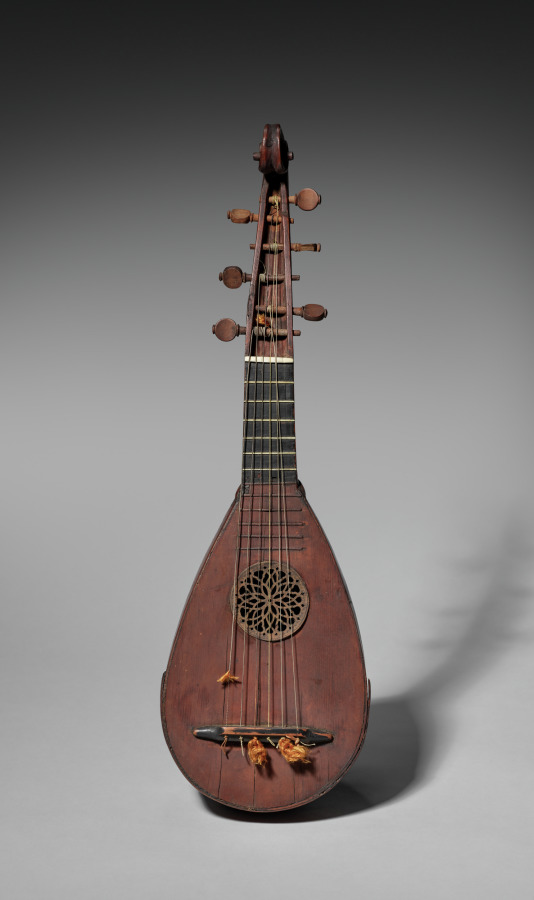
Pandurina du XVe s. conservée au Cleveland museum of Art.

La pandurina est un instrument de musique à cordes de la famille de la mandoline.
La pandurina se caractérise notamment par une caisse moins large et moins profonde que celle de la mandoline.

Le Dictionnaire pratique et raisonné des instruments de musique anciens et modernes d'Albert Jacquot (1886) l'appelle aussi pandure ou pandore, et la décrit ainsi : 
Sorte d’instrument à cordes intermédiaire entre la guitare et le luth ; huit cordes métalliques se pinçaient avec une plume.       Le chevalet était oblique, ce qui donnait plus ou moins de longueur aux cordes. Les Napolitains l’usitèrent beaucoup au XVIIe siècle. Les Anglais et les Italiens l’appellent Pandurina. Les bords sont découpés en festons. C’est, en réalité, la basse de mandoline. On s’en sert aussi dans l’Inde ; les Anglais la nomment Bijuga-Cither. 